# تیراندازی به کبوتر سفالی

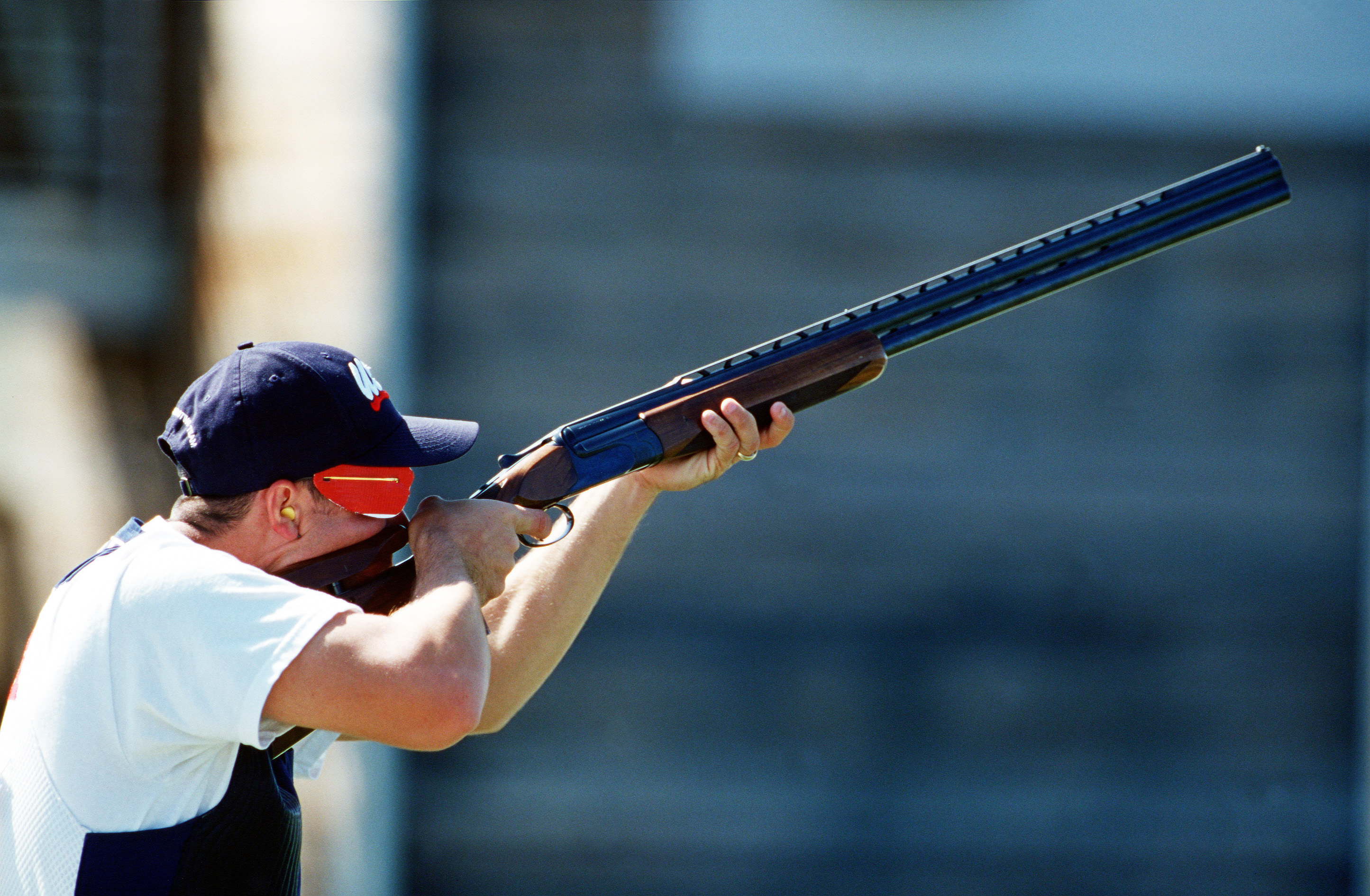
تیراندازی به کبوتر سفالی در سطح حرفه‌ای - بازی‌های المپیک تابستانی ۲۰۰۰

تیراندازی به کبوتر سفالی، که همچنین به عنوان تیراندازی به هدف سفالی شناخته می‌شود، یک ورزش تیراندازی است که شامل تیراندازی به اهداف پرنده ویژه به نام «کبوترهای سفالی» یا «اهداف سفالی» با تفنگ ساچمه‌ای است. برخلاف نام آنها، اهداف معمولاً نعلبکی‌های معکوس ساخته‌شده از سنگ آهک پودرشده مخلوط با قیر و یک رنگدانه رنگی روشن هستند.

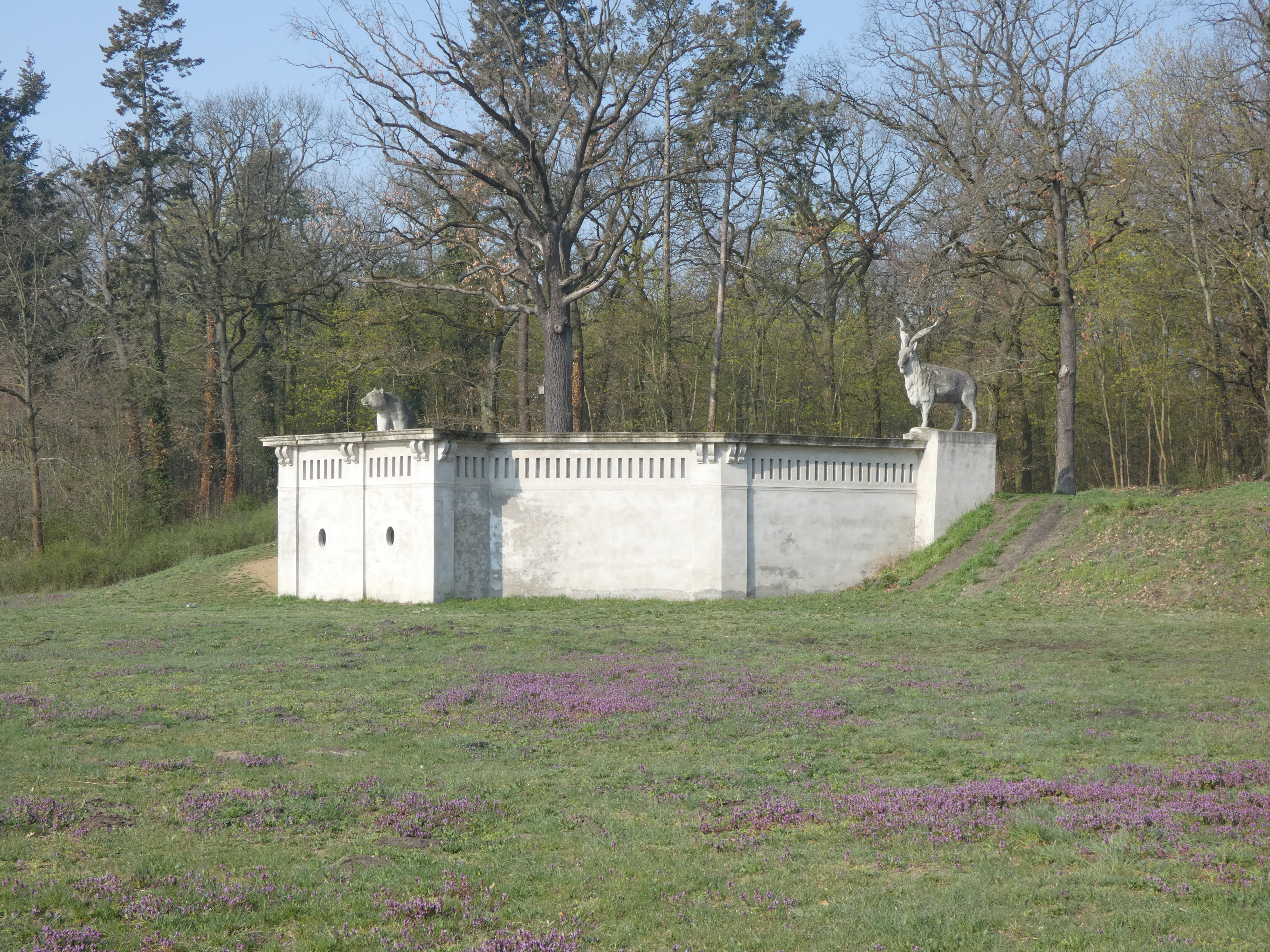
جایگاه تیراندازی نمایشی کبوتر سفالی در قلعه پلو (آلمان) در حدود سال ۱۹۰۰

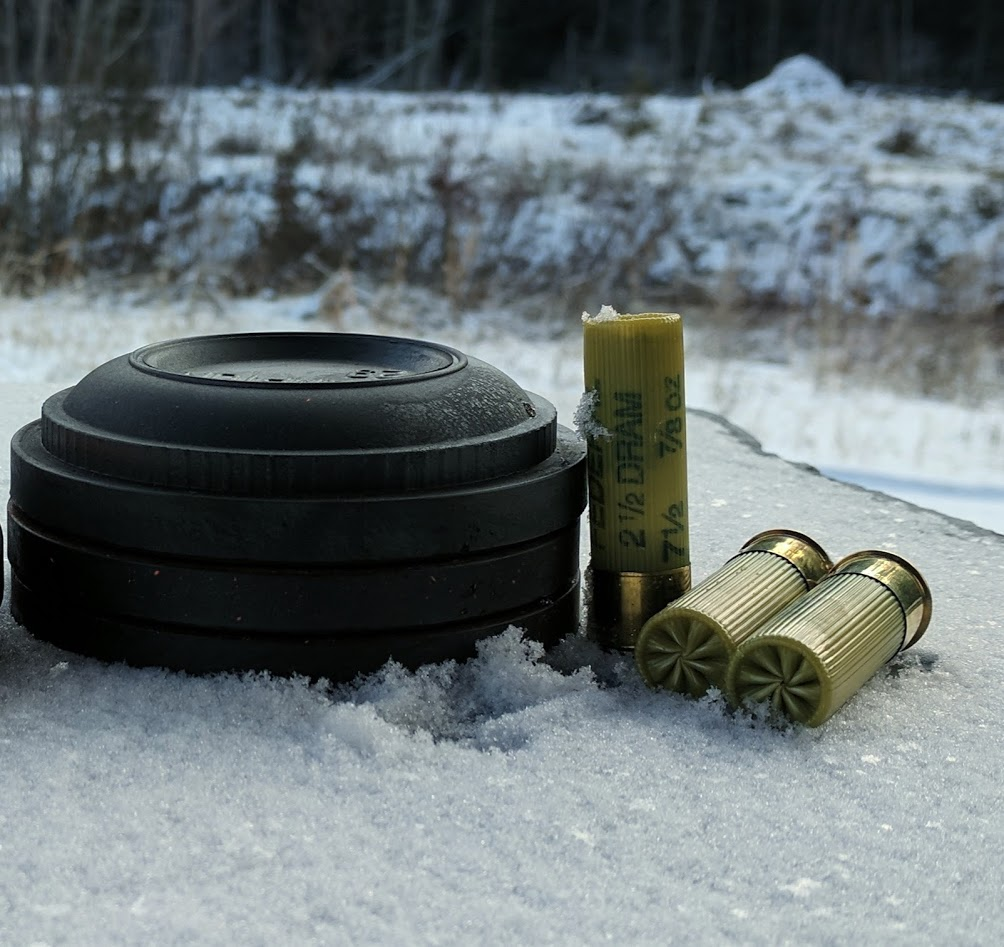
تپه کوچکی از خاک رس در کنار ۲۰ کارتریج گیج